# Óbidos (Portugalia)
Óbidos – miejscowość w Portugalii, leżąca w dystrykcie Leiria, w regionie Centrum w podregionie Oeste. Miejscowość jest siedzibą gminy o tej samej nazwie.

## Zabytki
- Zamek w Óbidos

## Demografia
| Liczba ludności gminy Óbidos (1801–2011) | Liczba ludności gminy Óbidos (1801–2011) | Liczba ludności gminy Óbidos (1801–2011) | Liczba ludności gminy Óbidos (1801–2011) | Liczba ludności gminy Óbidos (1801–2011) | Liczba ludności gminy Óbidos (1801–2011) | Liczba ludności gminy Óbidos (1801–2011) | Liczba ludności gminy Óbidos (1801–2011) | Liczba ludności gminy Óbidos (1801–2011) | Liczba ludności gminy Óbidos (1801–2011) |
| ---------------------------------------- | ---------------------------------------- | ---------------------------------------- | ---------------------------------------- | ---------------------------------------- | ---------------------------------------- | ---------------------------------------- | ---------------------------------------- | ---------------------------------------- | ---------------------------------------- |
| 1801                                     | 1849                                     | 1900                                     | 1930                                     | 1960                                     | 1981                                     | 1991                                     | 2001                                     | 2004                                     | 2011                                     |
| 12 428                                   | 7 970                                    | 17 659                                   | 9 877                                    | 11 316                                   | 10 538                                   | 11 188                                   | 10 875                                   | 11 187                                   | 11 772                                   |

## Sołectwa
Sołectwa gminy Óbidos (ludność wg stanu na 2011 r.)
- A dos Negros – 1489 osób
- Amoreira – 989 osób
- Gaeiras – 2331 osób
- Olho Marinho – 1279 osób
- Santa Maria (Óbidos) – 2032 osoby
- São Pedro (Óbidos) – 1308 osób
- Sobral da Lagoa – 439 osób
- Usseira – 953 osoby
- Vau – 952 osoby

## Galeria

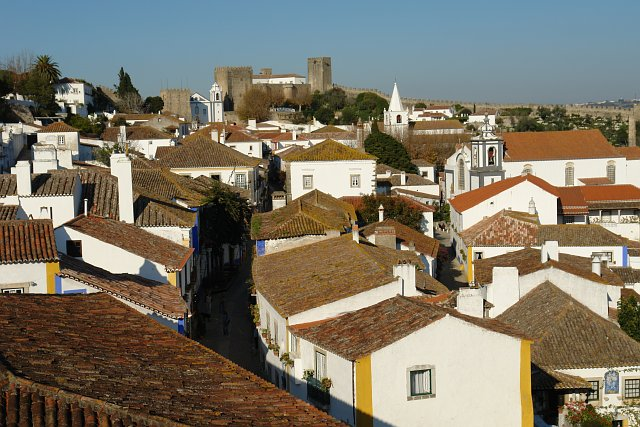
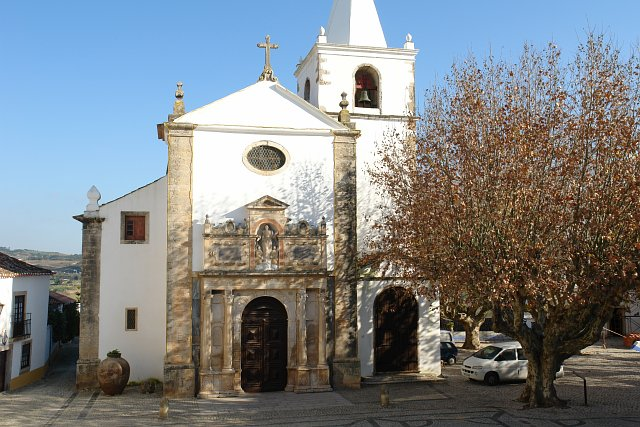
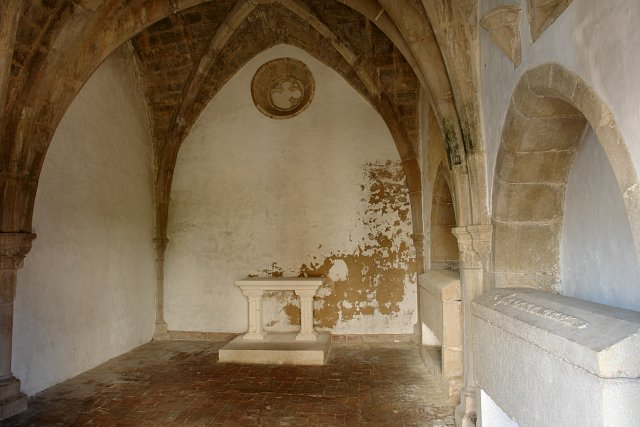
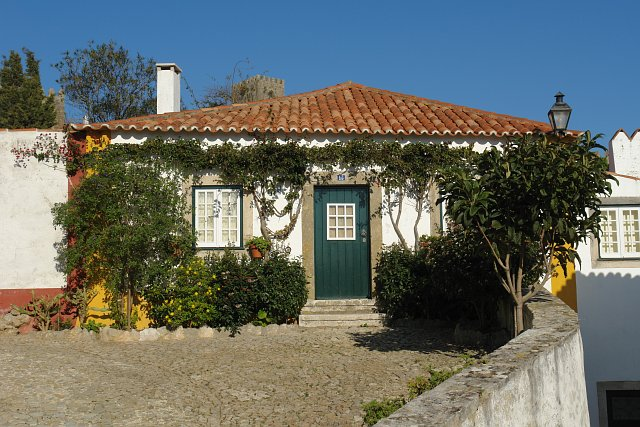
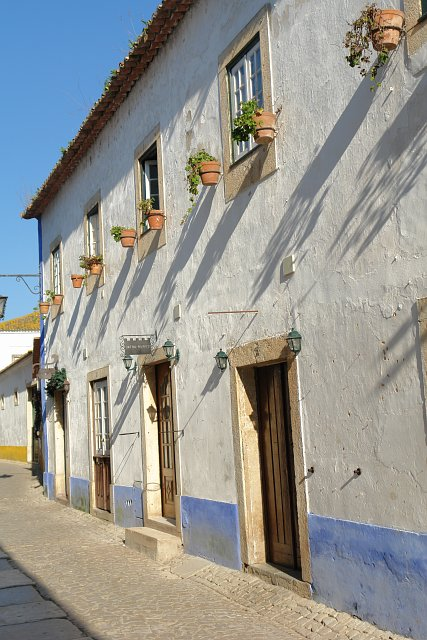
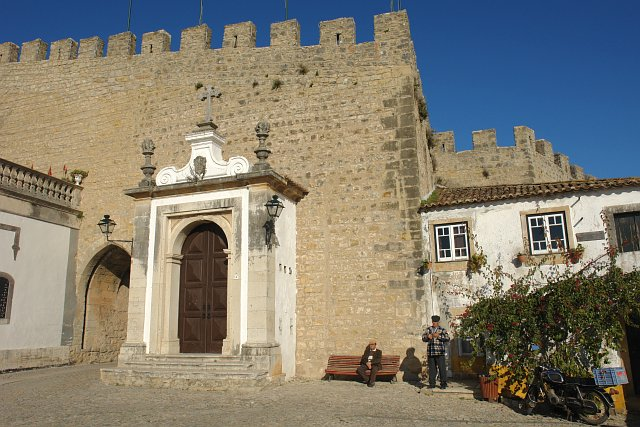
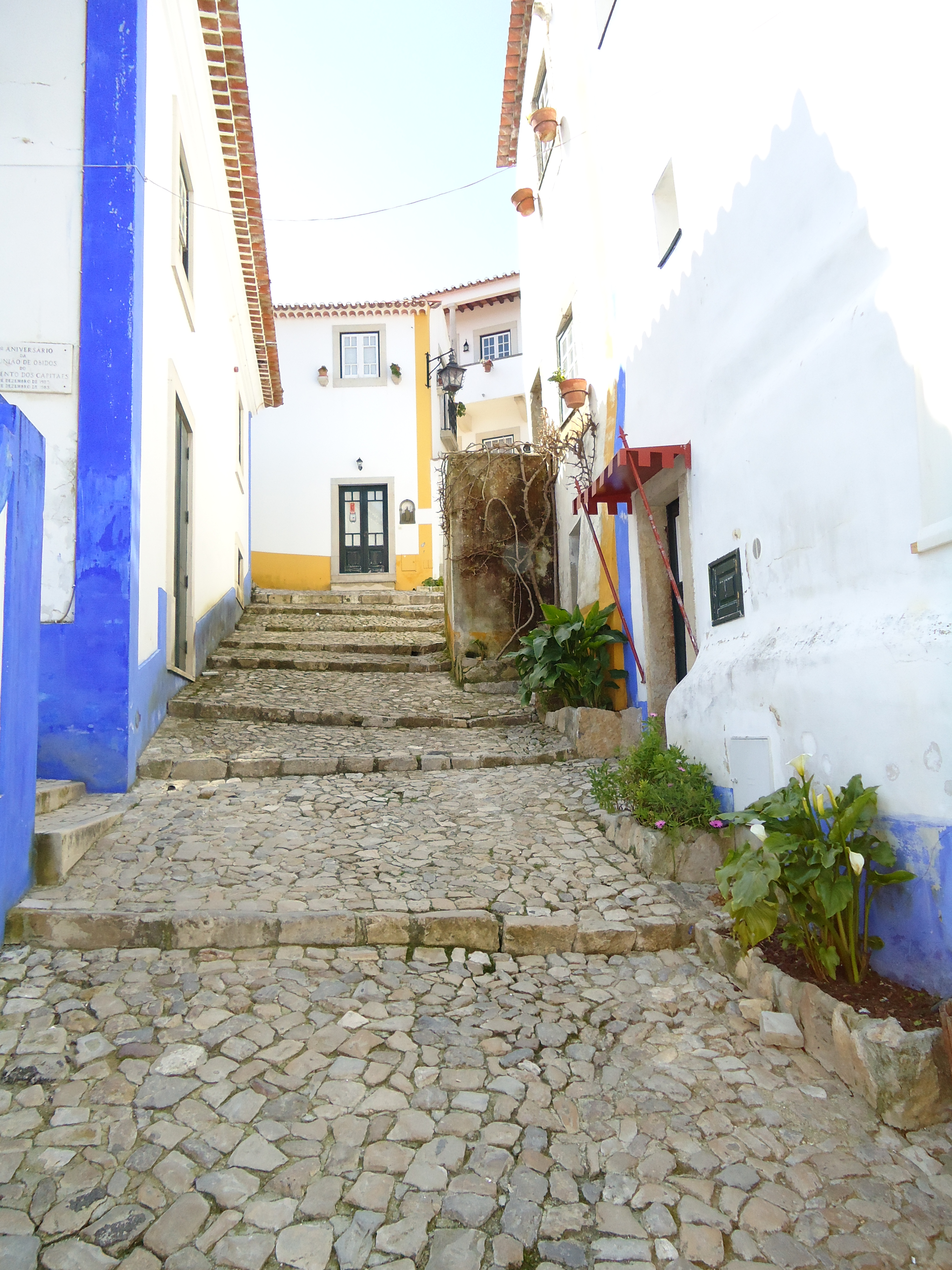